# Rubus crudelis
Rubus crudelis är en rosväxtart som beskrevs av William Charles Richard Watson. Rubus crudelis ingår i släktet rubusar, och familjen rosväxter. Inga underarter finns listade i Catalogue of Life.